# Idiotisme
Un idiotisme, ou une expression idiomatique, est une construction ou une locution particulière à une langue, qui porte un sens par son tout et non par chacun des mots qui la composent. Il peut s'agir de constructions grammaticales ou, le plus souvent, d'expressions imagées ou métaphoriques. Un idiotisme est en général intraduisible mot à mot, et il peut être difficile, voire impossible, de l'exprimer dans une autre langue.
Par exemple, en français « il y a » est un idiotisme non « imagé » couramment utilisé : décomposé mot à mot cela n'a pas de sens, alors que cela signifie bien quelque chose pour qui connaît la formulation en elle-même. « Couper l'herbe sous le pied » est un autre exemple, s'agissant cette fois d'une expression imagée qui peut être utilisée métaphoriquement telle quelle dans un autre contexte que celui qui lui a donné naissance (et donc avec une autre signification que celle de couper effectivement de l'herbe sous le pied). Une telle expression sera possiblement incompréhensible si elle est traduite mot à mot dans une langue étrangère ; de même, un anglophone proposant qu'on se « secoue les mains » au lieu de se « serrer la main » commettra un anglicisme en calquant ce qu'il doit dire sur l'expression idiomatique anglaise to shake hands.

## Vocabulaires utilisés
Les idiotismes imagés peuvent utiliser du vocabulaire de différents domaines sémantiques : les animaux, la nourriture, etc. La création d'idiotismes, dans une langue, porte généralement sur des domaines significatifs de l'activité ou des préoccupations des locuteurs de cette langue.

### Idiotisme animalier
Un idiotisme animalier utilise des expressions renvoyant aux animaux ou à des choses relatives aux animaux (comportement, parties du corps, etc.) :
- par exemple, « sauter du coq à l’âne » ou « passer du coq à l'âne », qui signifie passer d'un sujet à un autre sans transition ni rapport. L'âne dont on parle là n'est probablement que l'ane (ancien nom de la cane, femelle du canard), et qui survit dans le nom d'un outil métallique, le « bédane » (pour « bec-d'ane », sorte de burin de forme évasée rappelant quelque peu un bec de canard) [2] ;
- ou encore l'expression anglaise to let the cat out of the bag (littéralement « laisser le chat sortir du sac »), qui veut dire « vendre la mèche ».

Les idiotismes animaliers sont, en grande partie, apparus dans les milieux de l'agriculture et de la chasse, aux époques où ceux-ci étaient prépondérants dans les activités d'une bonne partie de la population ; ils peuvent également faire référence aux animaux de compagnie.

### Idiotisme botanique
Un idiotisme botanique est en rapport avec les végétaux :
- par exemple, le fait de « faire chou blanc », qui signifie « échouer » ; le fait de « poireauter », qui signifie « attendre longtemps » ;
- en anglais, to nip something in the bud (bud = « bourgeon »), c'est « tuer quelque chose dans l'œuf » ; to be pushing up the daisies (daisy), c'est « être mort », « manger les pissenlits par la racine » ; a shrinking violet est « une personne très timide ».

### Idiotisme chromatique
Les idiotismes chromatiques utilisent les noms des couleurs :
- par exemple le fait de « laisser carte blanche », qui signifie autoriser à prendre toute initiative jugée utile, ou de « voir rouge », qui signifie être subitement pris d'une très grande colère, ainsi que « broyer du noir » pour dire que le moral n'est pas au beau fixe, ou « voir la vie en rose » quand on perçoit tout de manière positive ;
- en anglais, to feel blue, c'est « avoir le cafard », to give somebody the green light, c'est « donner le feu vert à quelqu'un » et to paint the town red, c'est « faire la bringue ».

### Idiotisme corporel
Un idiotisme corporel se rapporte à une partie du corps (notamment du corps humain) :
- par exemple, le fait de « prendre ses jambes à son cou », qui signifie « partir précipitamment », « prendre son pied », qui signifie « prendre beaucoup de plaisir », ou « avoir le bras long », qui signifie « avoir de l'influence » ;
- en anglais, to put one's foot in it équivaut à « mettre les pieds dans le plat », to get something off one's chest, littéralement « retirer quelque chose de sa poitrine », c'est « vider son sac », to be thick-skinned, littéralement « avoir la peau épaisse », c'est « être blindé ».

### Idiotisme gastronomique
Les idiotismes gastronomiques utilisent des termes liés à la nourriture, l'alimentation et la cuisine comme métaphore ; par exemple, « les carottes sont cuites », qui signifie que la situation est sans espoir. Leur grand nombre s'explique par l'importance de ces domaines, de tous temps, dans la plupart des populations. La plupart du temps ces idiotismes sont utilisés comme métaphores muettes, mais il arrive que l'actualité s'en empare, comme le montre la détermination d'un restaurateur américain qui alimenta la décision du Congrès des États-Unis de débaptiser les French fries (les « frites » en anglais américain) des cafétérias en 2003 pour en faire des freedom fries, signifiant qu'ils ne digéraient pas l'affront du refus français de s'embarquer dans la guerre en Irak. Cette vengeance à chaud avait des précédents : pendant la guerre de 1914-1918, la choucroute américaine de sauerkraut était devenue freedom cabbage (le chou de la liberté), locution vite oubliée, tandis que les frankfurters étaient devenus des hot-dogs, idiotisme animalier qui allait faire le tour du monde.
Bien que le thème idiotismes gastronomiques n'ait pas fait l'objet de travaux de recherches spécifiques, différentes disciplines se sont attaquées au problème. L'ethnologie, notamment Claude Lévi-Strauss dans son ouvrage Le Cru et le Cuit s'y est intéressé. Le structuraliste Roland Barthes consacre quatre articles de ses Mythologies au thème de l'alimentation. Les psychologues ont étudié la façon dont certaines métaphores utilisées par les parents définissaient la perception de soi, une approche féministe montre comment les femmes sont amenées à se définir en fonction d'une série de métaphores liées à la nourriture et à la cuisine.

### Idiotisme numérique
Un idiotisme numérique fait intervenir un ou plusieurs nombres :
- par exemple « se mettre sur son trente-et-un », qui signifie soigner son apparence (toilette, habillement, etc.), expression se rapportant au réveillon de la Saint-Sylvestre (la nuit du 31 décembre au 1er janvier) (plus vraisemblablement, il s'agirait d'une déformation du mot « trentain » désignant autrefois un tissu fabriqué à l'aide de trente fois cent fils de chaîne et réservé aux habits de luxe) ;
- ou encore en anglais it takes two to tango, littéralement « il faut être deux pour danser le tango », c'est-à-dire « toi aussi, tu as ta part de responsabilité », to talk nineteen to the dozen, c'est-à-dire « être un moulin à paroles », to put two and two together, littéralement « additionner deux et deux », c'est-à-dire « tirer ses conclusions ».

### Idiotisme toponymique
Un idiotisme toponymique fait intervenir des noms de lieux ou de nationalités :
- par exemple « filer à l’anglaise », qui signifie « partir discrètement » (et son équivalent en anglais, to take the French leave, littéralement « prendre congé à la française ») ;
- en anglais, to welsh on a gambling debt, c'est « partir sans payer ses dettes de jeu » (« à la galloise » en quelque sorte).

### Idiotisme vestimentaire
Un idiotisme vestimentaire utilise du vocabulaire lié aux vêtements :
- par exemple « mouiller sa chemise », qui signifie s'impliquer fortement dans un projet ;
- ou encore, en anglais, to go cap in hand to somebody, littéralement « se rendre auprès de quelqu'un la casquette à la main », qui veut dire « aller quémander auprès de quelqu'un », et put a sock in it!, littéralement « mets-y une chaussette ! », en bref « mets-y une sourdine ! », « boucle-la ! ».

### Idiotisme artisanal ou ouvrier
Un idiotisme artisanal ou ouvrier utilise du vocabulaire lié aux outils ou aux lieux hébergeant des activités artisanales ou industrielles. Par exemple :
- « être une tête de pioche » : être extrêmement têtu.
- « ne pas pouvoir être au four et au moulin » : ne pas pouvoir faire plusieurs choses à la fois.

En anglais :
- to know all the tricks of the trade, c'est « connaître toutes les ficelles du métier » ;
- to put one's shoulder to the wheel (littéralement « mettre l'épaule à la roue »), c'est « fournir un gros effort », « s'atteler à la tâche ».

## Gallicismes
Il existe des idiotismes français peu ou pas métaphoriques dont l'usage ou le sens sont difficiles ou impossibles à rendre tels quels dans une langue étrangère. Il en va de pas mal d'aspects grammaticaux ainsi que d'une partie du vocabulaire courant, tellement usité que peu de francophones de naissance perçoivent le décalage entre le mot à mot de ces idiotismes et leur sens. Par exemple :
- le « il » impersonnel : se retrouve dans de nombreuses locutions comme « il y a… », « il faut… », « il se peut que… », « il pleut », « s'il vous/te plait », etc.
- le « si » : sorte de « oui/non » d'emploi bien particulier, adverbe en réponse contradictoire à une affirmation voire à une question négative. Exemple : « Martine n'aime pas les chats. – Si, elle est juste allergique » ou même « Martine n'aime pas les chats ? – Si, elle est juste allergique ».
- « voyons voir… » : se dit à voix haute quand on se met à penser/réfléchir durant une conversation, sorte d'aparté.
- « entendons-nous bien… » : mettons-nous d'accord. L'expression vient du sens premier du verbe « entendre » qui signifiait « comprendre », cf « une bonne entente ».